# 還暦大学院生の、あなたの挑戦聞かせてください!
『還暦大学院生の、あなたの挑戦聞かせて下さい!』(かんれきだいがくいんせいのあなたのちょうせんきかせてください)は2022年10月8日（10月7日未明）から2023年4月1日（3月31日未明）まで毎週土曜（金曜）深夜1:30 - 2:00にMBSラジオで放送されていたトーク番組。

## 概要
2022年10月8日（10月7日未明）放送開始。
同番組は2022年に還暦をこえてから大学院に入学し、これまで多くの会社を設立したNKHD代表取締役の岡田が毎週新しい働き方や生き方に挑戦している人をゲストに招いて、アシスタントの佐藤と共にその想いを聞き、リスナーにも新しい挑戦への活力を高めてもらう番組。
2023年春の番組改編につき2023年4月1日（3月31日未明）で放送を終了した。

## 放送時間
毎週土曜（金曜深夜）1:30 - 2:00

## 出演者
- パーソナリティ
  - 岡田信樹（NKHD代表）
- アシスタント
  - 佐藤桃子（タレント、オフィスキイワード東京支社所属）

| スタブアイコン | サブスタブ | この項目は、まだ閲覧者の調べものの参照としては役立たない、ラジオ番組に関連した書きかけの項目です。この項目を加筆・訂正などしてくださる協力者を求めています（P:ラジオ/PJ:放送番組）。 |